# Melderegisterauskunft
Die Melderegisterauskunft (Deutschland) bzw. die Meldeauskunft (Österreich) ist eine Datenübermittlung aus dem Melderegister an private Dritte und andere nicht-öffentliche Stellen.
Das Melderegister hat – was die einfache Melderegisterauskunft angeht – die Funktion eines öffentlichen Registers. Es enthält personenbezogene Daten jedes Einwohners in einer Kommune wie dessen aktuelle(n) Anschrift(en). Grundlage ist die Meldepflicht, die in vielen europäischen Staaten per Gesetz definiert ist. Grundlage der Meldepflicht ist die Ansicht, dass Personen ihre aktuelle Wohnsitzadresse der zuständigen Meldebehörde mitteilen müssen. Eine solche Verpflichtung existiert in einigen europäischen Staaten nicht (beispielsweise Großbritannien, Irland, Frankreich).

## Deutschland

### Historisches
Die Möglichkeit, Auskünfte aus dem Melderegister an Privatpersonen zu erteilen, wurde erstmals mit dem Zweiten Runderlass des Reichs- und Preußischen Ministers des Innern vom 10. April 1938 ausdrücklich zugelassen. Allerdings wurden (laut Vorwort oder Titel) auch schon vor diesem Zeitpunkt gedruckte Adressbücher auf der Grundlage amtlicher Unterlagen der Melderegister erstellt.

### Bundesmeldegesetz
Die gesetzliche Grundlage für die Übermittlung von Daten („Datenweitergabe“) aus dem Melderegister und damit für die Melderegisterauskunft an Dritte bildet das Bundesmeldegesetz (BMG), das am 1. November 2015 in Kraft getreten ist und das Melderechtsrahmengesetz abgelöst hat.

#### Einfache Meldeauskunft
Eine einfache Auskunft über Vor- und Familiennamen, Doktorgrad und Anschriften (§ 44 BMG) sowie bedingt auch Geburtsdaten einzelner bestimmter Personen können neben bestimmten öffentlichen Stellen auch private Antragsteller erhalten. Dazu zählen neben privaten Stellen (beispielsweise Unternehmen, privatrechtliche Religionsgesellschaften, Parteien) auch einzelne Privatpersonen, sofern diese das 16. Lebensjahr vollendet haben und damit die melderechtliche Handlungsfähigkeit besitzen.
Die Form der Melderegisterauskunft ist im Gesetz nicht festgelegt. Sie kann von der Meldebehörde schriftlich, mündlich und ausnahmsweise auch fernmündlich (also telefonisch) erteilt werden. Melderegisterauskünfte sind gebührenpflichtig. Im Bundesdurchschnitt beträgt die Auskunftsgebühr ca. 7 Euro, schwankt aber von Kommune zu Kommune zwischen 2,50 und 25,00 Euro pro Anfrage, je nach dem Aufwand für die Auskunft (Archivermittlung, örtliche Ermittlung etc.). Um eine positive Auskunft aus dem Melderegister zu erhalten, muss die gesuchte Person eindeutig identifiziert werden. In der Regel sind hierfür Angaben zu Vor- und Nachname sowie zur Anschrift und/oder zum Geburtsdatum der gesuchten Person notwendig. Sind diese nicht bekannt, so genügt es, dass die Meldebehörde mit den Angaben des Antragstellers den Betroffenen eindeutig bestimmen kann.

#### Erweiterte Melderegisterauskunft
Die erweiterte Melderegisterauskunft nach §45 wird bei Glaubhaftmachung eines berechtigten Interesses (beispielsweise über einen Schuldtitel) erteilt. 
Die erweiterte Melderegisterauskunft beinhaltet folgende Daten:
1. Frühere Namen
2. Geburtsdatum und Geburtsort sowie bei Geburt im Ausland auch den Staat,
3. Familienstand, beschränkt auf die Angabe, ob verheiratet oder eine Lebenspartnerschaft führend oder nicht,
4. derzeitige Staatsangehörigkeiten,
5. frühere Anschriften
6. Einzugsdatum und Auszugsdatum,
7. Familienname und Vornamen sowie Anschrift des gesetzlichen Vertreters,
8. Familienname und Vornamen sowie Anschrift des Ehegatten oder des Lebenspartners sowie
9. Sterbedatum und Sterbeort sowie bei Versterben im Ausland auch den Staat.

Ist man nicht sicher, welches der mehr als 5.000 Meldeämter in Deutschland für die jeweilige Melderegisteranfrage zuständig ist, kann man sich privater Dienstleister bedienen, die die Melderegister der einzelnen Kommunen abfragen. Auch hierbei fallen für jedes abgefragte kommunale Melderegister die entsprechenden Gebühren an. Auch internationale Anfragen können auf diesem Wege gestellt werden. Eine Speicherung der von den Meldeämtern erhaltenen Auskunft bei den Dienstleistern für eine anderweitige Verwendung ist rechtswidrig.

#### Automatisierte Meldeauskünfte
Alternativ zur schriftlichen Melderegisteranfrage, die direkt an die zuständige Kommune gerichtet wird, können einfache Melderegisterauskünfte auch auf Datenträgern erteilt werden (§ 49 BMG).
In einzelnen Bundesländern wurden zudem durch die für die Kommunen zuständigen Rechenzentren Portale bereitgestellt, über die Behörden und Polizeidienststellen sowie Private (Bürger und Unternehmen) Meldeauskünfte aus der jeweiligen Region einholen können (beispielsweise Baden-Württemberg, Bayern, Hessen). Auf der Messe „Moderner Staat“ in Berlin wurde im November 2007 ein Verbund der Kommunalen Dienstleister AKDB (Bayern), ekom21 (Hessen), KIVBF, heute ITEOS (Baden-Württemberg) sowie d-nrw vorgestellt, durch den länderübergreifende Melderegisterauskünfte über ZEMA mit Adresskettenverfolgung zwischen den beteiligten Bundesländern möglich werden. Eine entsprechende Vereinbarung wurde auf der Messe von den Geschäftsführern bzw. Vorständen Jonas Fischer (d-NRW), Ulrich Künkel (ekom21), William Schmitt (KIV Baden-Franken) und Rudolf Schleyer (AKDB) unterzeichnet und live an Echtbeispielen demonstriert.
Darüber hinaus haben einzelne Kommunen (beispielsweise in Baden-Württemberg, Nordrhein-Westfalen, Hamburg) im Rahmen des kommunalen Internetauftritts verschiedene Bürgerservices eingeführt, darunter auch teilweise eine elektronische Melderegisterauskunft (EMA). Eine solche Abfrage ist jedoch nur erfolgreich, wenn der zuletzt bekannte Wohnsitz nicht älter als 5 Jahre ist, da dies der Zeitraum ist, in welchem die meisten Meldeämter die zu erfragenden Daten zum elektronischen Abruf bereithalten. Bei älteren Anschriften hingegen ist eine Archivauskunft erforderlich. Archivauskünfte sind allerdings in der Regel nicht elektronisch möglich, sondern müssen persönlich oder schriftlich beim zuständigen Einwohnermeldeamt beantragt werden.

#### Auskunftssperren

##### Bedingter Sperrvermerk
Personen in Pflegeheimen oder sonstigen Einrichtungen, die der Betreuung pflegebedürftiger oder behinderter Menschen oder der Heimerziehung dienen, in Einrichtungen zum Schutz vor häuslicher Gewalt oder in Einrichtungen zur Behandlung von Suchterkrankungen sind im Fall eines bedingten Sperrvermerks vor einer Melderegisterauskunft zu hören (§ 52 BMG).

##### Befristete Auskunftssperren
Personen, denen durch eine Melderegisterauskunft möglicherweise Gefahren für Leben, Gesundheit, persönliche Freiheit oder ähnliche schutzwürdige Interessen erwachsen, können bei der Meldebehörde eine auf zwei Jahre befristete Auskunftssperre beantragen (§ 51 Abs. 1 Satz 1 BMG). Mit Inkrafttreten des Gesetzes zur Bekämpfung des Rechtsextremismus und der Hasskriminalität am 3. April 2021 ist „ein ähnliches schutzwürdiges Interesse“ insbesondere der Schutz der betroffenen oder einer anderen Person vor Bedrohungen, Beleidigungen sowie unbefugten Nachstellungen. Dabei ist auch zu berücksichtigen, ob die betroffene oder eine andere Person einem Personenkreis angehört, der sich auf Grund seiner beruflichen oder ehrenamtlich ausgeübten Tätigkeit allgemein in verstärktem Maße Anfeindungen oder sonstigen Angriffen ausgesetzt sieht (§ 51 Abs. 1 Satz 2, 3 BMG). Die Neufassung des § 51 Abs. 3 BMG bewirkt, dass die betroffene Person in jedem Fall über Anträge auf Melderegisterauskünfte unterrichtet wird, wenn eine Auskunftssperre zu ihren Gunsten eingetragen wurde. Dies soll den Schutz der betroffenen Personen auf gesetzlicher Ebene verstärken.

### Archivierungsfristen
Meldedaten von verzogenen oder verstorbenen Einwohnern werden nach Ablauf einer Frist aus dem Melderegister der Gemeinde gelöscht und gesondert aufbewahrt (archiviert). § 13 und §14 BMG geben dabei Fristen ab Tod oder Wegzug von 30 Tagen, 2 Jahren, 5 Jahren und 50 Jahren an.
Einfache und erweiterte Melderegisterauskünfte können dann nur noch über eine Archivauskunft eingeholt werden. Zeitpunkt und Umfang der Archivierung in den Gemeinden werden durch landeseigene Meldegesetze geregelt, wie die folgenden zwei Beispiele zeigen:
Beispiel Stadt Berlin:
- Löschung und Archivierung aller Meldedaten von Verzogenen oder Verstorbenen nach 5 Jahren
- (Endgültige) Löschung der Daten aus dem Archiv nach Ablauf von 25 Jahren
- Archivauskunft ausschließlich zu den Merkmalen Vorname, Familienname, Geburtsname, Geburtstag, Geburtsort, der gegenwärtigen und früheren Anschriften, Auszugstag, Sterbetag und Sterbeort möglich
- Gebühren für die einfache und erweiterte Melderegisterauskunft aus dem Archiv betragen in der Regel jeweils 5,00 €; sobald der Zugriff auf einen Mikrofilm oder das Karteiarchiv erforderlich ist, dann jeweils 28,00 €[12]

Beispiel Stadt Stuttgart:
- Löschung und Archivierung bestimmter Meldedaten von Verzogenen oder Verstorbenen nach 5 Jahren
- (Endgültige) Löschung der Daten aus dem Archiv nach Ablauf von 30 Jahren
- Merkmale wie Vorname, Familienname, gegenwärtige, bekannte Anschriften, Sterbetag und Sterbeort verbleiben im Melderegister und werden nach Ablauf von 35 Jahren nach dem Wegzug oder Tod eines Einwohners, ohne Archivierung, gelöscht.
- Archivauskunft ausschließlich zu den Merkmalen Vorname, Familienname, Geburtsdatum, Geburtstag, Geburtsort, gegenwärtige und frühere Anschriften, Auszugstag und des Sterbetag und Sterbeort möglich
- Gebühren für einfache und erweiterte Melderegisterauskunft aus dem Archiv betragen in der Regel 9,00 € bzw. 15,00 €, bei großem Aufwand für die Meldebehörde jeweils 19,00 € pro Viertelstunde[14]

## Österreich

### Gesetzeslage in Österreich
Die allgemeine Verfügbarkeit von Meldeauskünften regelt § 18 Meldegesetz, und sie kann bei der Meldebehörde des Wohnsitzes beantragt werden.
Der Online-Zugang zum Zentralen Melderegister (ZMR) für wirtschaftliche Zwecke wird im § 16a Abs. 5 und Abs. 5a Meldegesetz definiert. Eine Person/Firma („Businesspartner“ genannt) muss glaubhaft machen, dass sie regelmäßig Meldeauskünfte zur erwerbsmäßigen Geltendmachung oder Durchsetzung von Rechten oder Ansprüchen benötigt. Die Prüfung, ob ein rechtliches Interesse vorliegt, nimmt das BMI im Rahmen eines Bescheidverfahrens vor. Neben direkten Zugängen, die vor allem für Großkunden interessant sind, ist auch vorgesehen, dass Unternehmen (sog. „ZMR-Provider“) den Zugang zum ZMR technisch herstellen und ihren Kunden zur Verfügung stellen.
Grundsätzlich kann eine Meldeauskunft nur über eindeutig identifizierbare Personen erfolgen. Die Identifikation erfolgt über die Angabe von Personendaten in der Anfrage. In der Regel genügen Vorname, Nachname und Geburtsdatum oder eine (alte) Adresse.